# Landtagswahl in Kärnten 2004
- SPÖ: 14
- GRÜNE: 2
- ÖVP: 4
- FPÖ: 16

- SPÖ: 3
- ÖVP: 1
- FPÖ: 3

Die Landtagswahlen in Kärnten 2004 fanden am 7. März 2004 statt und wurden ein Jahr nach den Gemeinderats- und Bürgermeisterwahlen abgehalten. Die Wahl bestimmte über die Zusammensetzung des 29. Kärntner Landtages. Bei der Landtagswahl traten neben den im Kärntner Landtag vertretenen Fraktionen Freiheitliche Partei Österreichs (FPÖ), Sozialdemokratische Partei Österreichs (SPÖ), Österreichische Volkspartei (ÖVP) und Die Grünen Kärnten auch die Kommunistische Partei Österreichs (KPÖ) und die SAU-Partei (SAU) an. Aus der Wahl ging die FPÖ mit rund 42 % (+0,4 %) der Stimmen als stimmenstärkste Partei hervor. Die SPÖ erreichte mit +5,6 % den höchsten Zuwachs, blieb mit rund 38 % dennoch auf Platz 2. Die ÖVP war mit −9,1 % der große Verlierer dieser Wahl und kam nur noch auf 11,6 %, während die Grünen mit 6,7 % erstmals in den Kärntner Landtag einziehen konnten.

## Voraussetzungen

### Ausgangslage
Die Freiheitliche Partei Österreichs hatte die Landtagswahl in Kärnten 1999 mit 42,1 % gewonnen, gefolgt von der Sozialdemokratischen Partei Österreichs, welche 32,9 % der Wählerstimmen für sich gewinnen konnte. Die Österreichische Volkspartei erreichte 20,7 %, die Die Grünen Kärnten war 1999 nicht unter diesem Namen angetreten. Die FPÖ stellte mit Spitzenkandidaten Jörg Haider seit den Wahlen 1999 den Landeshauptmann. Da die FPÖ seit dem Parteitag in Knittelfeld 2002 und dem damit verbundenen Bruch der Regierung Schüssel I bei der Nationalratswahl 2002 (−16,9 %) und allen Landtagswahlen sehr starke Verluste zu verzeichnen hatte, machte sich die SPÖ Hoffnungen, den Platz 1 in Kärnten zurückzuerobern und damit den Anspruch auf den Landeshauptmann stellen zu können. Die Spitzenkandidatin der ÖVP, Elisabeth Scheucher, kündigte vor der Wahl an, Jörg Haider nicht zum Landeshauptmann zu wählen.

### Wahlrecht
Bei der Landtagswahl 2004 waren in Kärnten alle Personen wahlberechtigt, die am Tag der Wahl das 18. Lebensjahr vollendet hatten, nicht vom Wahlrecht ausgeschlossen waren, am Stichtag, dem 3. Jänner 2004, über eine österreichische Staatsbürgerschaft verfügten und ihren Hauptwohnsitz in Kärnten hatten. Dem passiven Wahlrecht lagen dieselben Kriterien zu Grunde. Aktiv wahlberechtigt waren bei der Landtagswahl 425.304 Personen.
Für die Wahl ist Kärnten in 4 Wahlkreise unterteilt. Der Wahlkreis 1 umfasste die Bezirke Klagenfurt-Stadt und Klagenfurt-Land, der Wahlkreis 2 die Bezirke Völkermarkt, Sankt Veit an der Glan und Wolfsberg, der Wahlkreis 3 Villach-Stadt und Villach-Land sowie der Wahlkreis 4 die Bezirke Feldkirchen, Hermagor und Spittal an der Drau.
Um in den Kärntner Landtag einzuziehen, war ein Grundmandat in einem Wahlkreis erforderlich, wofür je nach Wahlkreis etwa 9 bis 11 % der Stimmen nötig waren. Erst im Juli 2008 wurde durch eine Wahlrechtsreform die Einstiegshürde auf 5 % im ganzen Land gesenkt. Die Grünen konnten erstmals in den Landtag einziehen, weil sie im Wahlkreis 1 ein Grundmandat errangen.

### Wahlgang
Der amtliche Stimmzettel für die Landtagswahl ist weiß und hat das Format A4. Der Stimmzettel wird nach der Wahl in ein weißes Kuvert gesteckt. Neben der Stimme für eine Partei können Wahlberechtigte auch bis zu drei Vorzugsstimmen vergeben, wobei eine Vorzugsstimme nur an einen Kandidaten der gewählten Partei gültig ist.

## Wahlwerbende Parteien

### Freiheitliche Partei Österreichs – FPÖ (FPÖ)
Die FPÖ stellte mit ihrem Spitzenkandidaten Jörg Haider den Landeshauptmann und trat mit dem Ziel an, den bei der Landtagswahl 1999 erzielten 1. Platz und den Landeshauptmannsessel zu verteidigen. Der Wahlkampf war ganz auf den Spitzenkandidaten zugeschnitten, auf jedem Wahlkampfplakat war Jörg Haider die zentrale Person, die FPÖ als Partei trat hingegen in den Hintergrund, teilweise fehlte das Parteilogo auf den Plakaten überhaupt. Grund hierfür war, dass die FPÖ seit dem turbulenten Parteitag in Knittelfeld 2002 eine Serie von Wahlniederlagen einstecken musste, während sich Jörg Haider laut Umfrageergebnissen in Kärnten guter persönlicher Beliebtheitswerte erfreuen konnte. Auch bei der Gemeinderatswahl 2003 in Kärnten hatte die FPÖ starke Verluste (-7 %) hinzunehmen gehabt.

### Sozialdemokratische Partei Österreichs (SPÖ)
Die SPÖ ging mit Landeshauptmannstellvertreter Peter Ambrozy als Spitzenkandidaten in den Wahlkampf. Ambrozy stellte im Wahlkampf den Anspruch auf das Amt des Landeshauptmanns und stellte als Wahlziel das Erreichen des ersten Platzes auf. Die SPÖ war bis 1999 durchgehend die stimmenstärkste Partei und hatte bis 1989 den Landeshauptmann gestellt. Sie konnte aus der bundespolitischen Oppositionsrolle (seit 2000) profitieren und seitdem bei jeder Landtagswahl Zugewinne verzeichnen. Sie setzte im Wahlkampf vor allem auf die altbewährten Themen „Arbeit“ und „Soziales“. Außerdem verfügte die SPÖ über den größten Funktionärsapparat, stellte die meisten Bürgermeister in Kärnten und hatte bei den Gemeinderatswahlen 2003 starke Zugewinne (+6 %) verzeichnen können.

### Österreichische Volkspartei (ÖVP)
Die ÖVP trat mit Spitzenkandidatin Elisabeth Scheucher an. Sie war Nationalratsabgeordnete der ÖVP und die Ehefrau des damaligen Klagenfurter Bürgermeisters Harald Scheucher. Im Wahlkampf ließ sie mit der Festlegung aufhorchen, Jörg Haider nicht zum Landeshauptmann wählen zu wollen. Dies kam vor allem überraschend, da auf Bundesebene die ÖVP mit der FPÖ in Koalition war. Bei den vorangegangenen Gemeinderatswahlen 2003 hatte die ÖVP leichte Zugewinne (+1,1 %) verzeichnen können. Als Wahlziel wurde ein möglichst starker Zugewinn genannt.

### Die Grünen Kärnten – Die Grüne Alternative (GRÜNE)
Die Grünen kandidierten mit dem Spitzenkandidaten Rolf Holub, einem Klagenfurter Künstler, der seit den Gemeinderatswahlen 2003 Gemeinderat in Klagenfurt war. Das Wahlziel der Grünen war der erstmalige Einzug in den Kärntner Landtag. Als Themen wurden vor allem „Umwelt“ und Kontrolle der bereits im Landtag vertretenen Parteien genannt.

### Weitere Parteien
Die Kommunistische Partei Österreichs (KPÖ) kandidierte ebenfalls. Darüber hinaus trat noch die SAU-Partei (SAU) an, vom Landwirt und Steindorfer Gemeinderat Franz Radinger gegründet, wobei der Name eine Abkürzung für „sicher absolut unabhängig“ darstellte.

## Gesamtergebnis

Mehrheiten nach Gemeinden

Nach einer Wahlbeteiligung von 80,50 % bei der Landtagswahl 1999 nahmen 2004 78,63 % der Wahlberechtigten an der Landtagswahl teil.
|                                        | Ergebnisse 2004 | Ergebnisse 2004 | Ergebnisse 2004 | Ergebnisse 1999 | Ergebnisse 1999 | Ergebnisse 1999 | Differenzen | Differenzen | Differenzen |
| -------------------------------------- | --------------- | --------------- | --------------- | --------------- | --------------- | --------------- | ----------- | ----------- | ----------- |
|                                        | Stimmen         | %               | Mand.           | Stimmen         | %               | Mand.           | Stimmen     | %           | Mand.       |
| Abgegebene Stimmen                     | 334.431         |                 | 36              | 338.394         |                 | 36              | −3.963      |             |             |
| Ungültig                               | 5.732           |                 |                 | 6.033           |                 |                 | −301        |             |             |
| Gültig                                 | 328.699         | 98,29 %         |                 | 332.361         | 98,22 %         |                 | −3.662      | −0,07 %     |             |
| Partei                                 |                 |                 |                 |                 |                 |                 |             |             |             |
| Freiheitliche Partei Österreichs       | 139.479         | 42,43 %         | 16              | 139.778         | 42,06 %         | 16              | −299        | +0,37 %     | 0           |
| Sozialdemokratische Partei Österreichs | 126.325         | 38,43 %         | 14              | 109.228         | 32,86 %         | 12              | +17.097     | +5,57 %     | +2          |
| Österreichische Volkspartei            | 38.256          | 11,64 %         | 4               | 68.940          | 20,74 %         | 8               | −30.684     | −9,10 %     | −4          |
| Die Grünen Kärnten                     | 22.053          | 6,71 %          | 2               | 13.056          | 3,93 %          | 0               | +8.997      | +2,78 %     | +2          |
| Kommunistische Partei Österreichs      | 1.951           | 0,59 %          | 0               | 1.359           | 0,41 %          | 0               | +592        | +0,18 %     | ± 0         |
| SAU                                    | 635             | 0,19 %          | 0               | n.k.            |                 |                 | +635        | +0,19 %     | ± 0         |

## Folgen
Entgegen der Umfragen, die ein Kopf-an-Kopf-Rennen von SPÖ und FPÖ vorausgesagt hatten, gewann die FPÖ die Wahl recht deutlich. Der bisherige Landeshauptmann Jörg Haider wurde mit den Stimmen von FPÖ und ÖVP sowie durch Stimmenthaltung der SPÖ erneut zum Landeshauptmann gewählt. Von 2004 bis 2006 bestand eine Koalition zwischen FPÖ/BZÖ und SPÖ. Im April 2005 kam es zur Abspaltung des BZÖ von der FPÖ. Bis auf den Abgeordneten Franz Schwager schlossen sich alle FPÖ-Mandatare dem BZÖ-Klub an.